# گلی گوران
گلی گوران، روستایی از توابع بخش مرکزی شهرستان بافت در استان کرمان ایران است.

## جمعیت
این روستا زیر نظرروستای حسین اباد مرکزی و در دهستان دشتاب قرار دارد و براساس سرشماری مرکز آمار ایران در سال ۱۳۸۵، جمعیت آن ۱۱۹ نفر (۲۱خانوار) بوده‌است.